# نظرية الأنظمة
نظرية الأنظمة هي دراسة متعددة التخصصات للأنظمة. النظام هو عبارة عن مجموعة متماسكة من الأجزاء المترابطة والمعتمدة على بعضها والتي تكون إما طبيعية أو من صنع الإنسان. يُحدّد كل نظام من خلال حدوده المكانية والزمانية، مُحاطًا ومُتأثرًا ببيئته، موصوفًا بهيكليته والهدف منه أو طبيعته ومعبَّرًا عنه بعمله. يمكن أن يكون النظام أكثر تأثيرًا من مجموع أجزائه إذا أظهرت تلك الأجزاء تآزرًا أو سلوكًا ناشئًا. يؤثر تغيير جزء واحد من النظام عادةً على الأجزاء الأخرى وعلى النظام بأكمله مع وجود أنماط سلوك يمكن التنبؤ بها. بالنسبة للأنظمة ذاتية التعلم والتكيف من تلقاء نفسها، يعتمد النمو الإيجابي والتكيف على مدى ضبط النظام مع بيئته. تعمل بعض الأنظمة بشكل أساسي على دعم الأنظمة الأخرى من خلال المساعدة في صيانة النظام الآخر لمنع فشله. الهدف من نظرية الأنظمة هو اكتشاف منهجي لديناميكا النظام وقيوده وحالاته ومبادئه التوضيحية (الهدف، القياس، الطرائق، الأدوات، إلخ.) التي يمكن تمييزها وتطبيقها على الأنظمة في كل مستوى ضمن الآخر، وفي كل مجال لتحقيق الاتزان الأمثل.
تدور نظرية الأنظمة العامة حول مفاهيم ومبادئ قابلة للتطبيق على نطاق واسع، على عكس المفاهيم والمبادئ التي تنطبق على مجال واحد من المعرفة. تميّز هذه النظرية الأنظمة الديناميكية أو النشطة عن الأنظمة الثابتة أو غير الفاعلة (المنفعلة). الأنظمة النشطة هي بنى فعالة أو مكونات تتفاعل في السلوكيات والعمليات. الأنظمة غير الفاعلة هي البنى والمكونات التي تُعَالَج. على سبيل المثال، يكون البرنامج غير فعال عندما يكون ملف على قرص وفعالًا عند تشغيله في الذاكرة. يرتبط المجال بالتفكير النظمي ومنطق الحاسب وهندسة الأنظمة.

## المفاهيم الرئيسية
- النظام: كيان منظم من أجزاء مترابطة ومتشابكة (معتمدة على بعضها).
- الحدود: الحواجز التي تحدد النظام وتميزه عن الأنظمة الأخرى في البيئة.
- التوازن: ميل النظام إلى المرونة تجاه العوامل الخارجية والحفاظ على خصائصه الرئيسية.
- التكيف: ميل نظام التكيف-الذاتي لإجراء التغييرات الداخلية اللازمة لحماية نفسه والاستمرار في تحقيق الهدف منه.
- المعاملات المتبادلة: التفاعلات الدائرية أو الدورية التي تشارك فيها الأنظمة بحيث تؤثر على بعضها البعض.
- حلقة التغذية الراجعة: العملية التي تصحح بها الأنظمة نفسها وفقًا لردود الفعل من الأنظمة الأخرى في البيئة.
- الإنتاجية: معدل نقل الطاقة بين النظام وبيئته خلال وقت عمله.
- ميكروسيستم: النظام الأقرب إلى العميل.
- ميزوسيستم: العلاقات بين الأنظمة في البيئة.
- إكزوسيستم: علاقة بين نظامين لها تأثير غير مباشر على نظام ثالث.
- ماكروسيستم: نظام أكبر يؤثر على العملاء كالسياسات وإدارة برامج التأهيل (الاستحقاق) والثقافة.
- كرونوسيستم: نظام مكون من أحداث حياتية مهمة يمكن أن تؤثر على التكيف.

## أصل المصطلح
ينشأ مصطلح «نظرية الأنظمة العامة» من نظرية الأنظمة العامة (جي اس تي) لبرتالانفي. تُبُنِّيَت أفكاره من قبل الآخرين من بينهم كينيث إي بولدينج وويليام روس آشبي وأناتول رابوبورت الذين يعملون في الرياضيات وعلم النفس وعلم الأحياء ونظرية الألعاب وتحليل الشبكات الاجتماعية.
بدأ التفكير في الأنظمة الاجتماعية في وقت مبكر من القرن التاسع عشر. يقول ستيشويه: «... منذ بدايات العلوم الاجتماعية، كانت جزءًا مهمًا من تأسيس نظرية الأنظمة... كان الاقتراحان الأكثر تأثيرًا هما الإصدارات الاجتماعية الشاملة لنظرية الأنظمة والتي اقترحها تالكوت بارسونس منذ خمسينيات القرن العشرين ونيكولاس لوهمان منذ سبعينيات القرن العشرين.» تشمل المراجع نظرية بارسونز للعمل ونظرية الأنظمة الاجتماعية للوهمان.
يمكن أيضًا رؤية عناصر التفكير النظمي في عمل جيمس كليرك ماكسويل، ولاسيما نظرية التحكم.

## لمحة عامة
نمت أفكار معاصرة بمجالات متنوعة انطلاقًا من نظرية الأنظمة، موضحةً من خلال أعمال عالم الأحياء لودفيج فون بيرتالانفي وعالم اللغويات بيلا إتش. باناتي وعالم الاجتماع تالكوت بارسونز والأنظمة البيئية مع هوارد تي. أودوم، يوجين أودوم وفريتجوف كابرا، النظرية التنظيمية والإدارة من قبل بيتر سينج، دراسة متعددة التخصصات بمجالات مثل تنمية الموارد البشرية من أعمال ريتشارد إيه. سوانسون، ورؤى من معلمين مثل ديبورا هاموند وألفونسو مونتوري. كمجال شامل ومتعدد التخصصات والأوجه، يجمع المجال بين المبادئ والمفاهيم من علم الوجود وفلسفة العلوم والفيزياء وعلوم الكمبيوتر وعلم الأحياء والهندسة بالإضافة للجغرافيا وعلم الاجتماع والعلوم السياسية والعلاج النفسي (ضمن علاج أنظمة الأسرة) والاقتصاد من بين أمور أخرى. وبهذا تعمل النظرية كجسر للحوار متعدد التخصصات بين المجالات الدراسية المستقلّة ومجال علم الأنظمة ككل.
في هذا الصدد، مع وجود احتمال لسوء التفسير، يعتقد فون بيرتالانفي أن النظرية العامة للأنظمة «يجب أن تكون أداة تنظيمية مهمة في العلوم» للدفاع ضد التشبيهات السطحية بأنّها «لا فائدة منها في العلم ومضرة في عواقبها العملية». يبقى البعض الآخر أقرب إلى مفاهيم الأنظمة المباشرة المطورة من قبل علماء النظريات الأصليين. على سبيل المثال، درس إيليا بريجوجين، من مركز الأنظمة الكمومية المعقدة في جامعة تكساس في أوستن، الخصائص الناشئة مقترحًا أنها تقدم نظائر للأنظمة الحية. تمثل نظريات فرانسيسكو فاريلا وهامبرتو ماتورانا للتخلق الذاتي «Autopoiesis» تطورات إضافية في هذا المجال. من الأسماء المهمة في علم الأنظمة المعاصرة: راسل أكوف، روزينا باجسي، بيلا إتش باناتي، غريغوري بيتسون، أنتوني ستافورد بير، بيتر تشيكلاند، باربرا جروسز، برايان ويلسون، روبرت ل. فلود، ألينا ليونارد، راديكا ناجبال، فريتجوف كابرا، وارين مكولوتش، كاثلين كارلي، مايكل سي. جاكسون، كاتيا سيكارا، وإدغار موران من بين آخرين.
مع وجود أسس حديثة لنظرية الأنظمة العامة التي تلت الحرب العالمية الأولى، يشير إرفين لازلو في مقدمة كتاب بيرتالانفي: وجهات نظر حول نظرية النظام العامة، إلى أن ترجمة «نظرية النظام العام» من الألمانية إلى الإنكليزية قد «سببت قدرًا محددًا من الخراب»:
انتُقدت نظرية النظام العام على أنها علم زائف وقيل إنها ليست سوى تحذير للاهتمام بالأشياء بطريقة شمولية. كانت مثل هذه الانتقادات ستفقد وجهة نظرها لو كان هناك اعتراف بأنّ نظرية النظام العام لفون بيرتالانفي هي منظور أو نموذج، وأنّ هذه الأطر المفاهيمية الأساسية تلعب دورًا مهمًا في تطور النظرية العلمية بدقة. لا يتوافق مصطلح «Allgemeine Systemtheorie» بشكل مباشر مع التفسير الموضوع غالبًا لمصطلح «نظرية النظام العام» على أنّه «نظرية (علميّة) للأنظمة العامة». فانتقادها على هذا النحو هو كإطلاق النار على رجال القش. فتح فون بيرتالانفي شيئًا أكثر اتساعًا وأهمية من مجرد نظرية واحدة (والتي كما نعلم الآن، يمكن تزويرها دومًا ولها وجود مؤقت عادةً): لقد ابتكر نموذجًا جديدًا لتطوير النظريات.
إنّ كلمة «Theorie» (أو «Lehre»)، تمامًا مثل كلمة «Wissenschaft» (المترجمة بمعنى العلوم)، لها معنى أوسع بكثير في اللغة الألمانية من المرادف الإنجليزي الأقرب «نظرية» و «العلم». تشير هذه الأفكار إلى مجموعة منظمة من المعرفة وتمثّل «أيّ مجموعة من المفاهيم المقدَّمة منهجيًا، سواء أكانت تجريبية أو بديهية أو فلسفية»، بينما يربط العديد من الناس مصطلح «Lehre» بكلمتي النظرية أو العلم في الاتيمولوجيا (علم أصل الكلمة) لمصطلح الأنظمة العامة. وأيضًا لا تترجم من اللغة الألمانية جيدًا، يترجم «أقرب مرادف» لها إلى «التعليم أو التدريس» ولكنّه «يبدو جازمًا وبعيدًا عن المقصود». في حين أن فكرة «نظرية الأنظمة العامة» قد تكون فقدت الكثير من معانيها الأصلية عند ترجمتها، ولكنّها أصبحت مصطلحًا واسع الانتشار عبر تحديدها طريقة جديدة للتفكير في العلوم والنماذج العلمية، تستخدم على سبيل المثال لوصف ترابط العلاقات الناشئة في المنظمات.